# Стимулирующая АФК при ДЦП
Стимулирующая Адаптивная Физическая Культура при детском церебральном параличе

## Введение
Широкий спектр морфофункциональных нарушений при ДЦП, потребовал применение разнообразных средств лечения и реабилитации больных этим недугом. Помимо хирургических методов и лекарственной терапии, было отмечено полезное действие при массаже. Один из методов лечебного воздействия — Акупрессура, направление восточной школы, может использоваться как средство мануальной терапии. Основной особенностью вышеупомянутой, является стимуляция БАТ (Биологически Активных Точек), отсюда понятие «стимулирующая».

## Детский церебральный паралич
Детский Церебральный Паралич (лат. paralysis infantilis cerebralis) —является сборным термином для группы заболеваний, которые проявляются в первую очередь нарушениями движений, равновесия и положения тела; также ДЦП часто сопровождается психоречевыми нарушениями.

### Формы ДЦП
— Спастическая диплегия;
— Двойная гемиплегия;
— Гемипаретическая форма;
— Гиперкинетическая форма;
— Атонически-астатическая форма.

## Понятие Акупрессуры
Акупрессура является дальнейшим развитием акупунктуры. Она использует точки (и меридианы), в которые вводятся иглы при акупунктуре, однако акупрессура отвергает применение металла при лечении. Вместо игл используются большой и указательный пальцы руки. Эффект одинаков.

## Вывод
Анализируя научную литературу, можно определить сущность акупрессуры, методику проведения, а также установить месторасположение наиболее эффективных точек. Использование акупрессуры в сочетании с ЛФК, массажем даст положительный эффект, и усилит действие реабилитационных мероприятий. Акупрессура в реабилитации больных ДЦП ещё не достаточно изучена, но можно с уверенностью сказать, что данный метод не противоречит принципам современной медицины и может широко применяться медицинской практике, а также специалистами Адаптивной физической культуры.